# DANCEJILLION
『DANCEJILLION』（ダンスジリオン）は、KEYTALKの通算8枚目のアルバムである。2023年8月30日にVirgin Musicよりリリースされた。

## 概要
前作『ACTION!』から約2年振りのオリジナル・アルバム。
UNIVERSAL MUSIC STORE限定盤、初回限定盤、通常盤の全3形態でのリリース。UNIVERSAL MUSIC STORE限定盤には「KEYTALK MONSTER」のアクリルスタンドが付属。初回限定盤には、昨年開催された「KEYTALK 15th Anniversary Tour 津々浦々夏の陣 〜鳴けぬなら、踊りたまえ、ホトトギス〜」より、9月13日のZepp DiverCity TOKYO公演のライブ映像とドキュメンタリー映像を収録したDVDが付属している。
アルバムタイトルは、「無数のダンス、数え切れないくらいたくさんのダンスを提供していく」という意味を込めた造語である。
今作のタイトルを冠した全国ツアー「DANCEJILLION Release Tour 2023」も開催された。

## リリース・プロモーション
8月12日、メンバーの寺中友将がパーソナリティーを務めるラジオ「巨匠大陸」にて、本作のリード曲である「ハコワレサマー」が初解禁された。8月23日、全曲視聴トレイラーが公開された。8月25日には「ハコワレサマー」が先行配信され、同日夜にはミュージック・ビデオも公開された。アルバム発売日である8月30日の夜に「Puzzle」のミュージック・ビデオが公開された。

## 収録曲

### CD
| #         | タイトル             | 作詞                                   | 作曲                                   | 時間  |
| --------- | -------------------- | -------------------------------------- | -------------------------------------- | ----- |
| 1.        | 「ハコワレサマー」   | 八木優樹                               | 八木優樹                               | 3:29  |
| 2.        | 「狂騒パラノーマル」 | 八木優樹                               | 首藤義勝                               | 3:26  |
| 3.        | 「Puzzle」           | 首藤義勝                               | 首藤義勝                               | 3:59  |
| 4.        | 「MAKUAKE」          | 寺中友将                               | 寺中友将                               | 3:21  |
| 5.        | 「君とサマー」       | 首藤義勝、寺中友将、小野武正           | 首藤義勝                               | 3:46  |
| 6.        | 「ワッショイ！」     | 首藤義勝                               | 首藤義勝                               | 3:08  |
| 7.        | 「夜の蝶」           | 首藤義勝                               | 首藤義勝                               | 3:29  |
| 8.        | 「Supernova」        | 小野武正                               | 小野武正                               | 2:26  |
| 9.        | 「九天の花」         | 首藤義勝                               | 首藤義勝                               | 3:21  |
| 10.       | 「未来の音」         | 寺中友将                               | 寺中友将                               | 4:22  |
| 11.       | 「MY LIFE」          | 小野武正、首藤義勝                     | 小野武正                               | 3:21  |
| 12.       | 「shall we dance?」  | 小野武正、八木優樹、首藤義勝、寺中友将 | 小野武正、八木優樹、首藤義勝、寺中友将 | 4:07  |
| 合計時間: | 合計時間:            | 合計時間:                              | 合計時間:                              | 42:15 |

### DVD（初回限定盤）
- KEYTALK 15th Anniversary Tour『津々浦々夏の陣〜鳴けぬなら、踊りたまえ、ホトトギス〜』2022.9.13 Zepp DiverCity Tokyo ライブ映像

| #  | タイトル               | 作詞 | 作曲・編曲 |
| -- | ---------------------- | ---- | ---------- |
| 1. | 「もういっちょ」       |      |            |
| 2. | 「真夏の衝動」         |      |            |
| 3. | 「夜の蝶」             |      |            |
| 4. | 「大脱走」             |      |            |
| 5. | 「Platonic Summer」    |      |            |
| 6. | 「ララ・ラプソディー」 |      |            |
| 7. | 「shall we dance?」    |      |            |

- THE DOCUMENTARY OF KEYTALK 15th Anniversary Tour『津々浦々夏の陣〜鳴けぬなら、踊りたまえ、ホトトギス〜』

## 楽曲解説
ハコワレサマー
本作のリードトラック。リードトラックの作詞作曲を八木優樹が務めるのは今回が初めてとなる。
ストロングゼロと麻雀をテーマにした楽曲。
ミュージック・ビデオが制作された。
狂騒パラノーマル
配信限定シングル。
ニコニコ動画とボカロ界隈へのリスペクトをテーマにした楽曲。
ミュージック・ビデオは前作「君とサマー」とストーリーがリンクしており、対をなす作品となっている。
Puzzle
KEYTALKがプロデューサーを務めたオーディション番組『THE IDOL BAND BOY’S BATTLE』にてMiracleに書き下ろした楽曲のセルフカバー。
ミュージック・ビデオの制作に伴って、出演キャストのオーディションが開催された。
MAKUAKE
「KEYTALK LIVE HOUSE TOUR 2023」のSEとして使用された楽曲。
君とサマー
配信限定シングル。
ORANGE RANGEの偉大さにリスペクトを込めて作られた楽曲。
ワッショイ！
体育祭の応援で叫んでいた青春を描いた楽曲。
夜の蝶
コンセプトEP『KTEP4』のリードトラック。
FM NACK5「ラジオのアナ〜ラジアナ」テーマソング。
人前に立つ職業をテーマにした楽曲。
Supernova
本作のリードトラック候補曲。
「KARAKURI夢ドキュメント」「赤いサイコロのMAYAKASHI」と同じ世界線を描いた楽曲。
九天の花
スマホゲーム「イケメン源氏伝 あやかし恋えにし」第2部 "頼朝・義経編" 主題歌。
未来の音
配信限定シングル。
武道館公演「KEYTALKの武道館で舞踏会 〜shall we dance?〜 2」にて初披露された。
MY LIFE
死生観をテーマにしつつ、ポップに表現した楽曲。
shall we dance?
EP『KTEP4』にCD限定で収録された後、配信限定シングルとしてリリースされた。
表記はないが、アルバム・リミックスとなっており、掛け声が追加されている。
初めてメンバー4人で共作した楽曲で、タイトルの通り踊れるライヴ・アンセムとなっている。